# Haus Raedt (Tönisvorst)

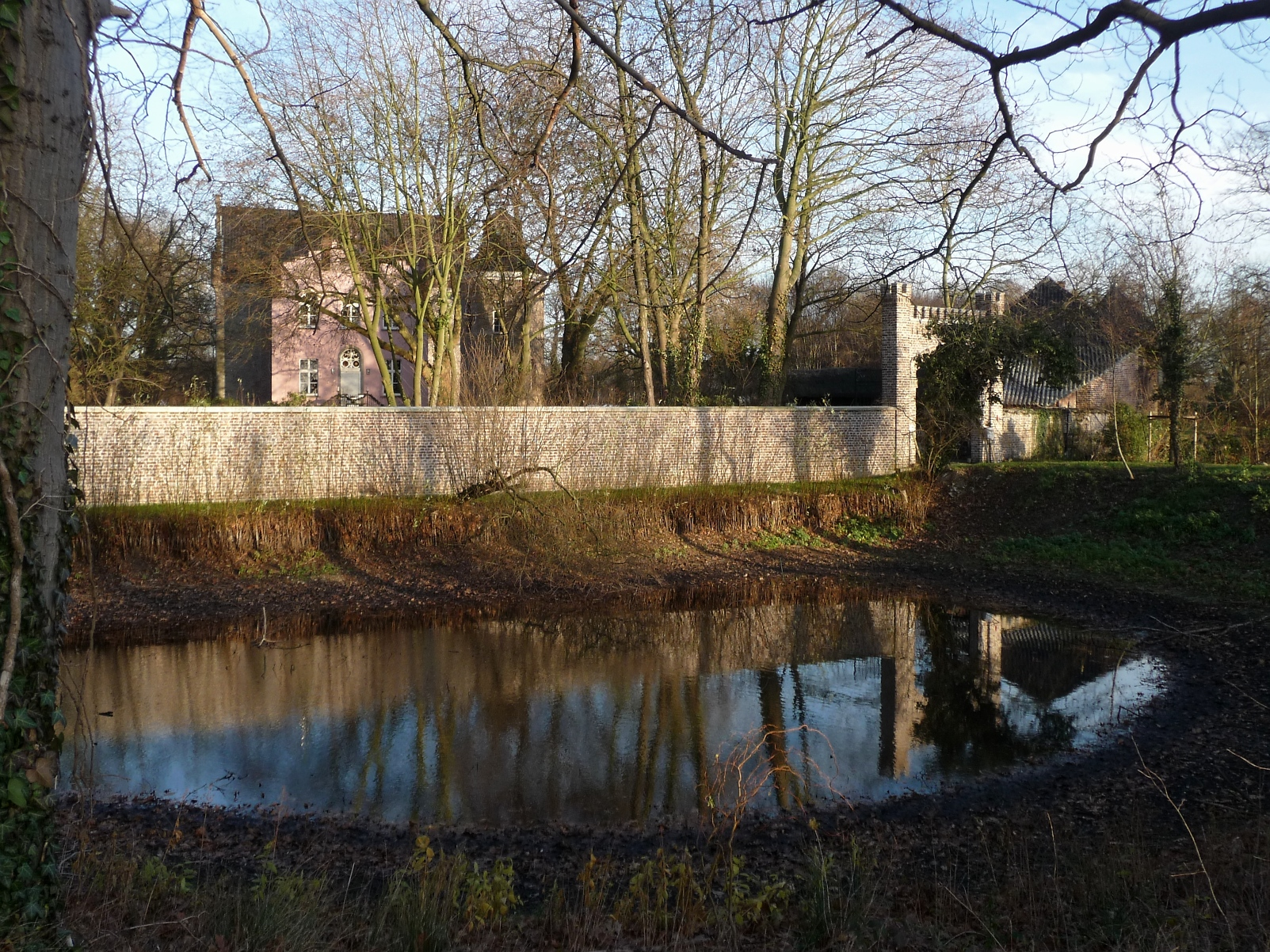
Haus Raedt

Haus Raedt ist ein Adelssitz nördlich von Vorst, einem Stadtteil von Tönisvorst.
Das Herrenhaus stammt aus dem 17. Jahrhundert. Die geschweiften Staffelgiebel, Fenster und Portal sind Elemente des Tudorstils. Der westliche Vorbau mit dem Portal stammt aus dem 19. Jahrhundert. Der dreistöckige, sechsseitige Berfes aus Backstein stammt aus der ersten Hälfte des 17. Jahrhunderts. Ein einfacher viereckiger Turm trägt die Jahreszahl 1635. Das Haus ist heute in Privatbesitz. Die Wassergräben sind nach dem Ende des Zweiten Weltkrieges trockengefallen.